# H.E.R.O.
A H. E. R. O. (rövidítése a Helicopter Emergency Rescue Operation-nek, azaz Helikopteres Vészhelyzeti Mentési Művelet) egy videójáték, amelynek alkotója John Van Ryzin, kiadója az Activision, kiadási dátuma az Atari 2600-ra 1984 márciusa. Átírata elkészült Apple II, Atari 5200, Atari 8 bites gépcsaládja, a ColecoVision, Commodore 64, MSX, ZX Spectrum, majd később a Sega SG-1000 rendszerekre is.
A játékos feladata egy hátára csatolt helikopter, valamint egyéb eszközök segítségével, hogy megmentse a mély bányában rekedt áldozatokat. A bányát alkotó pályák több képernyőnyi "szakaszból" állnak, amelyek között az átmenet képernyőváltással (flip screen) történik.

## Játékmenet
A játékos irányítja a főhőst, Roderick Hero-t (úgy is hivatkoznak rá, mint R. Hero - ami egyben egy szójáték, mert a hero hőst jelent), aki az egyszemélyes mentőcsapat. A sztori szerint Mount Leone hegye alatt ott dolgozó bányászok estek csapdába és Roderick feladata, hogy lejusson hozzájuk és megmentse őket.
A játékos felszerelését alkotja egy hátizsák-szerű, hátra szerelt helikopter - amely lehetővé teszi számára, hogy lebegjen, repüljön - valamint egy sisakjába szerelt lézer, amellyel, valamint korlátozott mennyiségű dinamittal falakat robbanthat fel. Minden szint tárnák labirintusából áll, amelyeken Roderick-nek biztonságban keresztül kell jutnia annak érdekében, hogy elérje az alján rekedt bányászokat. A helikopter energiája véges, így a játékosnak még azelőtt el kell érnie a bányászokat, mielőtt az energiaforrása kimerül.
Néhány tárnát berobbantható barlangfalak zárnak el, amelyeket Roderick a dinamittal szabaddá tehet, ám ilyenkor vigyázni kell, hogy a karakter ne álljon túl közel a bomba felrobbanásakor. A sisakba épített lézer is képes lerombolni ezeket a falakat, de sokkal lassabban, mint a dinamit. A későbbi szinteken a játékos találkozik még magmafolyással is, amely - mint a barlangfalak - dinamittal felrobbanthatók, ám csakúgy, mint a barlangokban látható lények, a magma érintése is halálos. Későbbi szinteken is megjelennek tömör magma-falak, amelyekben nyílt, vagy eltorlaszolt nyílások láthatók. A magma érintése nélküli áthaladáshoz a játékosnak ügyesen kell navigálnia a karaktert.
Némely mély bányát még a víz is elöntött, arra kényszerítve a játékost, hogy a vízfelület fölött kelljen átlebegnie. Későbbi szinteken még szörnyek támadására is számítani kell ezekből a földalatti tavakból.
Egyes bányaszakaszokat lámpák világítanak meg. Ha a lámpa megsérül (pl. a játékos hozzáér a karakterrel), az adott szakasz sötétségbe borul és a sötétben a falak láthatatlanná válnak. A felrobbanó dinamit ugyanakkor egy rövid időre megvilágítja a szakaszt.
A tárnákban pókok, denevérek és más, ismeretlen lények élnek, amelyek érintése halálos. Ugyanakkor elpusztíthatók a sisaklézer vagy a robbanószer használatával - ha hozzájuk elég közel történik a robbanás.
A játékos pontot szerezhet az egyes lények elpusztításával, illetve a pálya teljesítésével. A barlang aljának elérésekor járó pont mennyisége függ a felhasznált energiától (tkp. a gyorsaságtól), a megmaradt dinamit mennyiségétől. 20000 pontonként a játékos egy extra életet kap.

## Átiratok és újra-kiadások

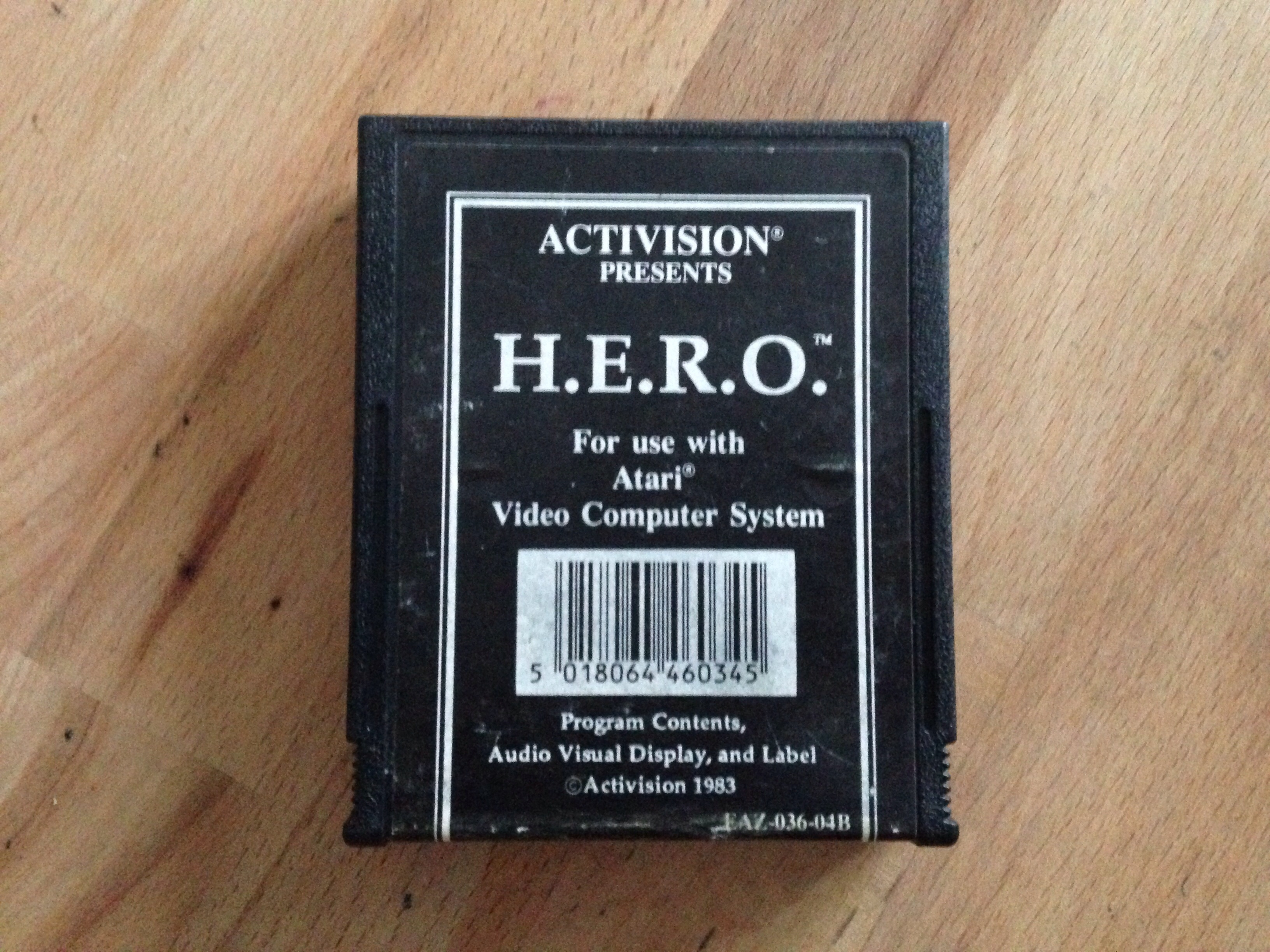
H. E. R. O. Atari 2600 cartridge

A Sega megjelentette a játék átiratát az SG-1000-es konzoljára Japánban, 1985-ben. Míg a játékmenet azonos volt, a Sega megváltoztatta a főhős grafikáját és lecserélte a hátizsákot egy helikopter-jetpackre.